# Folkrepubliken Angola
Folkrepubliken Angola var en självutropad socialistisk stat (allmänt känd som "kommuniststat" i västvärlden) som skapades 1975 efter självständigheten från Portugal, liknande situationen i Moçambique. Den nyskapade staten upprättade vänskapsförbindelser med Sovjetunionen, Kuba och Moçambique. Staten styrdes av MPLA och byggdes på marxist-leninistisk doktrin förespråkad av Sovjet, som tillsammans med Kuba backade upp organisationen. Unita, en högerinriktad motståndsgrupp stödd av USA och den vita minoritetsregeringen i Sydafrika, bekämpade regeringen i vad som skulle bli det angolanska inbördeskriget.
1991 skrev MPLA och UNITA under ett fredsavtal som möjliggjorde införandet av flerpartival i Angola. Trots flera dispyter ersatte Republiken Angola den 25 augusti 1992 den tidigare kommunistiska staten.